# Guangzhou International Women's Open 2004
Il Guangzhou International Women's Open 2004 è stato un torneo di tennis giocato sul cemento. È stata la 1ª edizione del Guangzhou International Women's Open, che fa parte della categoria Tier III nell'ambito del WTA Tour 2004. Si è giocato a Canton in Cina, dal 27 settembre al 3 ottobre 2004.

## Campionesse

### Singolare
Li Na ha battuto in finale  Martina Suchá con il punteggio di 6–3, 6–4

### Doppio
Li Ting /  Sun Tiantian hanno battuto in finale  Shu-Jing Yang /  Ying Yu con il punteggio di 6–4, 6–1